# Diklór-monoxid
A diklór-monoxid szervetlen vegyület, a klór egyik oxidja. Szobahőmérsékleten barnássárga színű gáz, amely nagy koncentrációban hő vagy szikra hatására felrobbanhat.

## Előállítás
Előállításának legkönnyebb módja az, ha frissen nyert sárga higany(II)-oxidot és klórt reagáltatunk egymással. Ebben a reakcióban a diklór-monoxid mellett higany-oxid és higany-diklorid keletkezik.
2 Cl2 + 2 HgO → HgCl2·HgO + Cl2O
Előállításának a másik módja, hogy nedves nátrium-karbonátot és klórgázt reagáltatunk egymással. A diklór-monoxid vízben nagyon jól oldódik, a hipoklórossav anhidridje. A diklór-monoxid és a hipoklórossav egymással kémiai egyensúlyban van.
2 HOCl ⇌ Cl2O + H2O     K (0 °C) = 3,55·10−3 dm³/mol

## Felhasználása
Az iparilag előállított diklór-monoxid nagy részét hipokloritok készítéséhez használják fel.

## Szerkezete
A diklór-monoxid molekula – az oxigénatom két nemkötő elektronpárja miatt – hajlított alakú.

## Fordítás
Ez a szócikk részben vagy egészben  a   Dichlorine monoxide című angol Wikipédia-szócikk ezen változatának fordításán alapul.  Az eredeti cikk szerkesztőit annak laptörténete sorolja fel. Ez a jelzés csupán a megfogalmazás eredetét és a szerzői jogokat jelzi, nem szolgál a cikkben szereplő információk forrásmegjelöléseként.